# Genocidio nahua de El Salvador
El genocidio nahua de El Salvador (también conocido como La Matanza) fue un proceso sistemático de exterminio de las comunidades nahuas de El Salvador, llevado a cabo por el estado salvadoreño entre 1932 y 1944, siendo los primeros meses los más intensos y provocándose en estos la mayor cantidad de víctimas. El resultado fue la práctica extinción de la etnia nahua y su cultura y lengua, además de dar inicio a una dictadura militar autárquica de 12 años que supuso el comienzo de los regímenes militares salvadoreños.

## Contexto
Véase Levantamiento campesino en El Salvador de 1932

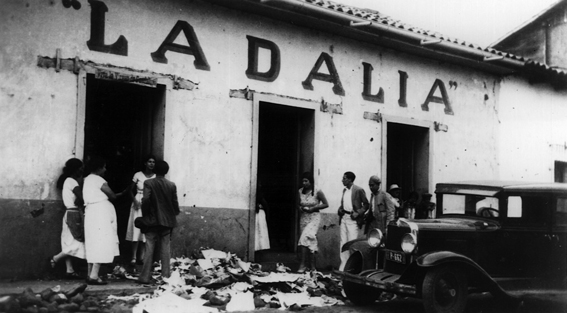
Los alzados lograron apoderarse de las ciudades de Juayúa, Nahuizalco, Izalco, Sonzacate, Tacuba y Salcoatitán. En las zonas controladas por los rebeldes, la mayoría de los establecimientos comerciales fueron saqueados.

Ante la caída de los precios internacionales del Café y durante un período de recesión prologada en la economía salvadoreña se encontraba en momentos febles. En diciembre de 1931, un golpe militar reemplazó el gobierno laborista del presidente salvadoreño Araujo con el dictador militar general Maximiliano Hernández Martínez. Un mes después, en la noche del 22 de enero de 1932, miles de campesinos indígenas desamparados participaron en una rebelión encabezada por Agustín Farabundo Martí y apoyada por el Partido Comunista Salvadoreño. Hernández Martínez reprimió fácilmente la rebelión y autorizó la ejecución sumaria de se estima entre 10.000 y 30.000 personas. presuntos participantes. El levantamiento y su brutal represión, a la que se denomina la matanza, fueron hechos trascendentales en la historia del país. La revuelta demostró el valor de la dictadura militar para la élite terrateniente, que se convenció de la necesidad de una vigilancia eterna contra la amenaza de una revolución comunista.
La escala de la represión del gobierno a raíz de la rebelión fallida no tiene precedentes en la historia de El Salvador. El ejército, la policía, la Guardia Nacional y las fuerzas privadas de los hacendados participaron en una orgía de matanzas que duró una semana. Los líderes de la insurrección, incluido Agustín Farabundo Martí, fueron capturados y fusilados.

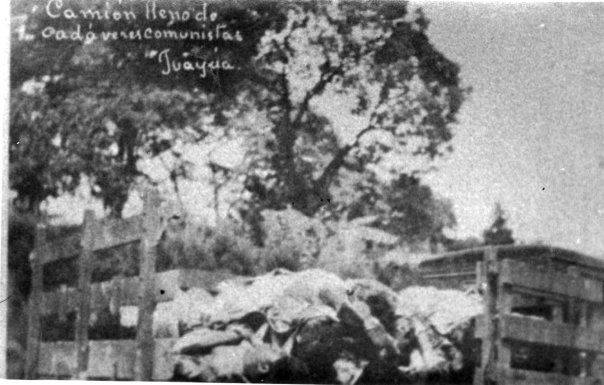
Camioneta llena de cadáveres en Juayua, 1932.

Durante “La Matanza” cualquier persona que vestía ropa indígena o cualquier persona que simplemente se pensara que estaba asociada con la rebelión era fusilada. En algunos casos, pueblos enteros desaparecieron. Nunca se han conocido las cifras exactas, pero el número de muertos se estima entre 10.000 y 30.000 personas. La dictadura insistió en que sólo 2000 fueron asesinados. Para la población indígena de El Salvador, los efectos de la masacre fueron mucho más allá del número inmediato de muertos. A medida que se hizo cada vez más peligroso ser identificado como indio, la vestimenta, el idioma y las costumbres tradicionales desaparecieron en gran medida. Además de la pérdida de vidas sufrida por la comunidad indígena, La Matanza tendría otros efectos a largo plazo. La masacre influyó en que muchos indígenas abandonaran la vestimenta, el idioma y otros rasgos culturales indígenas tradicionales en muchas comunidades del oeste de El Salvador, aunque investigaciones recientes han sugerido que la identidad indígena no fue completamente destruida.
Para las élites salvadoreñas, la revuelta combinaría sus fuertes temores a la rebelión indígena y la revolución comunista. Cuando la violencia de La Matanza amainó, una combinación de racismo y anticomunismo se convirtió en la ideología principal de la élite. Esta ideología sirvió para bloquear el cambio social y justificar la represión. Políticamente, El Salvador tendría una serie de juntas militares hasta la guerra civil de El Salvador en la década de 1980. En El Salvador, lo que comenzó como una revolución y se convirtió en una masacre de trabajadores del café se conoce como la matanza o la masacre del 32. Los salvadoreños de origen indígena nativo americano son conocidos como Cōzcatlān o hispanizados como Cuzcatlán. Cuscatleco son personas de herencia salvadoreña. Se les llama erróneamente indios, que era la norma entonces. La vida política en El Salvador cambió ese día de 1932 en lo que se conoce como "La Matanza".  La masacre, es un punto de inflexión en la historia salvadoreña. Esa fecha "marca un punto de partida psicológico en el que los salvadoreños -particularmente ciudadanos urbanos, bien educados, intelectuales e incluso los propios funcionarios del gobierno- comenzaron a cuestionar la eficiencia y la moralidad de un estado autoritario que requería violencia contra los campesinos especialmente nativos de América o indígenas; para mantener su posición de autoridad y legitimidad para gobernar.”[74] Los intelectuales también estaban obligados a cooperar con el régimen, lo que resultó en décadas de cooperación con el gobierno y recibir beneficios por ese servicio. A cambio de callar y sin criticar al régimen militar. A lo contrario el exilio fue aplicado a los más importantes pensadores y artistas de la época que no comulgaban con su gobierno. La dureza de sus medidas y principalmente su desprecio hacia la calidad del ser humano lo orillaron a cometer actos que marcarían un precedente de violencia, antesala de lo que se vendría décadas después durante la dictadura militar.